# Shellman
Shellman est une municipalité du comté de Randolph en Géorgie aux États-Unis.

## Histoire
Shellman a été constituée en 1883. Elle s'appelait à l'origine Ward, en l'honneur de John P. Ward, dont la vision a permis d'amener le Southwest Georgia Railroad dans la région et de placer un dépôt à l'endroit qui allait devenir le centre de la ville.
Deux ans plus tard, le nom de la ville est changé en Shellman, en l'honneur du major R. F. Shellman, directeur général du trafic de la Central of Georgia Railroad. Le Major Shellman fut un promoteur de la jeune ville et un donateur pour la construction de sa nouvelle école, le Shellman Institute,.

## Démographie
| 1890 | 1900 | 1910 | 1920  | 1930  | 1940  |
| ---- | ---- | ---- | ----- | ----- | ----- |
| 462  | 584  | 985  | 1 074 | 1 117 | 1 063 |

| 1950  | 1960  | 1970  | 1980  | 1990  | 2000  |
| ----- | ----- | ----- | ----- | ----- | ----- |
| 1 090 | 1 050 | 1 166 | 1 254 | 1 162 | 1 166 |

| 2010  | - | - | - | - | - |
| ----- | - | - | - | - | - |
| 1 083 | - | - | - | - | - |

Sa population était de 1 166 habitants lors du recensement de 2000.